# Corrado Maggioni
Corrado Maggioni (Brembate, Italia, 1956) es un presbítero italiano, presidente del Comité Pontificio para los Congresos Eucarísticos Internacionales 

## Vida
Corrado Maggioni entró en la Congregación de los Montfortains en 1976 y recibió el sacramento del Orden el 20 de marzo  Estuvo en el Pontificio Ateneo San Anselmo de Roma para realizar su doctorado en estudios litúrgicos especializados.
En 1990, Corrado Maggioni se convirtió en miembro de la Congregación para el Culto Divino y la Disciplina de los Sacramentos y, el 21 de mayo de 2007, fue gerente de la oficina.  Además, fue responsable de Liturgia del Comité Organizador del Jubileo de la Enseñanza del año 2000. Fue también profesor en la Pontificia Facultad Teológica Marianum y en el Pontificio Ateneo San Anselmo. El 26 de septiembre de 2013, el Papa Francisco también lo nombró Consultor de la Oficina Pontificia para las Celebraciones Litúrgicas .  El 5 de noviembre de 2014, el Papa Francisco lo nombró Subsecretario de la Congregación para el Culto Divino y el Orden de los Sacramentos, cargo que ocupó hasta 2021. 
El 13 de septiembre de 2021, el Papa Francisco lo nombró presidente del Comité Pontificio para los Congresos Eucarísticos Internacionales , sucediendo a Piero Marini. 
Corrado Maggioni es miembro de la Pontificia Academia Mariana Internacional. 